# مایکل استون‌براکر
میکائیل استون‌براکر (به لاتین: Michael Stonebraker) یک دانشمند رایانه متخصص در زمینه پایگاه داده است.
از طریق ارائه نمونه‌های اولیه دانشگاهی و محصولاتی از طریق شرکت‌های نوپا، تحقیقات ایشان به‌طور محوری در بسیاری از سیستم‌های پایگاه داده رابطه‌ای به کار گرفته می‌شود. ایشان همچنین بنیان‌گذار چندین شرکت نوپا در زمینه پایگاه داده است و پیش‌تر مدیر ارشد فناوری کمپانی Informix Corporation بود که در سال ۲۰۰۵ توسط کمپانی IBM تصاحب شد.
ایشان برنده جوایز متعددی شده‌اند از جمله در سال ۲۰۰۵ مدال جان فون نویمان از مؤسسه مهندسان برق و الکترونیک (en) و در سال ۲۰۱۴ جایزه تورینگ را بابت دستاوردهای خود در زمینه پایگاه داده به دست آوردند.
ایشان در دانشگاه برکلی کالیفرنیا به مدت ۲۹ سال استاد علوم رایانه بود و طی این مدت سیستم‌های پایگاه داده Ingres و پستگرس‌کیوال را توسعه داد.
ایشان در حال حاضر استادیار (استاد کمکی) در MIT هستند و در آنجا مشغول توسعه پروژه‌ها و سیستم‌های مرتبط با پایگاه داده هستند.